# Missões diplomáticas do Suriname

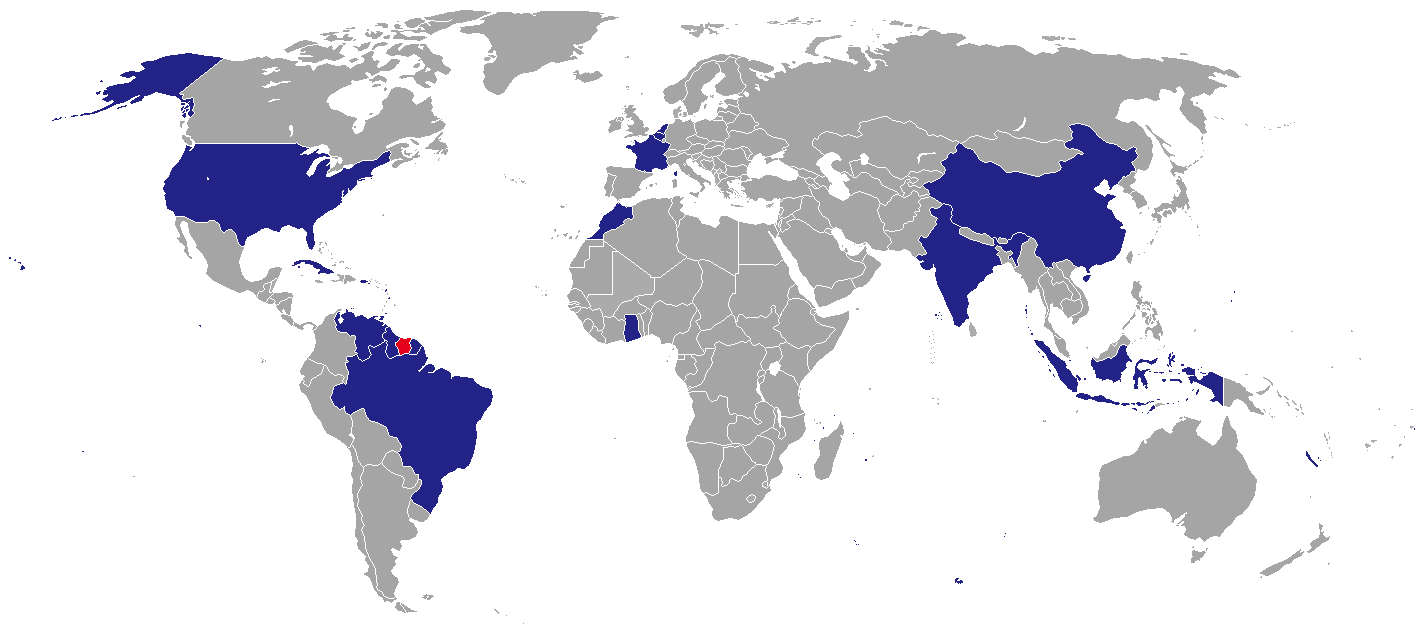
Mapa de países com embaixadas e consulados do Suriname

Abaixo se encontra as missões diplomáticas do Suriname:

## África
- Gana
  - Acra (Embaixada)
- Marrocos
  - Rabat (Embaixada)
  - Dakhla (Consulado-Geral)

## América
- Brasil
  - Brasília (Embaixada)
  - Belém (Consulado-Geral)
  - São Paulo (Consulado-Geral)
- Cuba
  - Havana (Embaixada)
- Estados Unidos
  - Washington, DC (Embaixada)
  - Miami (Consulado-Geral)
- Guiana
  - Georgetown (Embaixada)
- Trinidad e Tobago
  - Port of Spain (Embaixada)
- Venezuela
  - Caracas (Embaixada)

## Ásia
- China
  - Pequim (Embaixada)
- Índia
  - Nova Deli (Embaixada)
- Indonésia
  - Jacarta (Embaixada)

## Europa
- Bélgica
  - Bruxelas (Embaixada)
- França
  - Paris (Embaixada)
  - Caiena (Consulado-Geral)
- Países Baixos
  - Haia (Embaixada)
  - Amsterdã (Consulado-Geral)

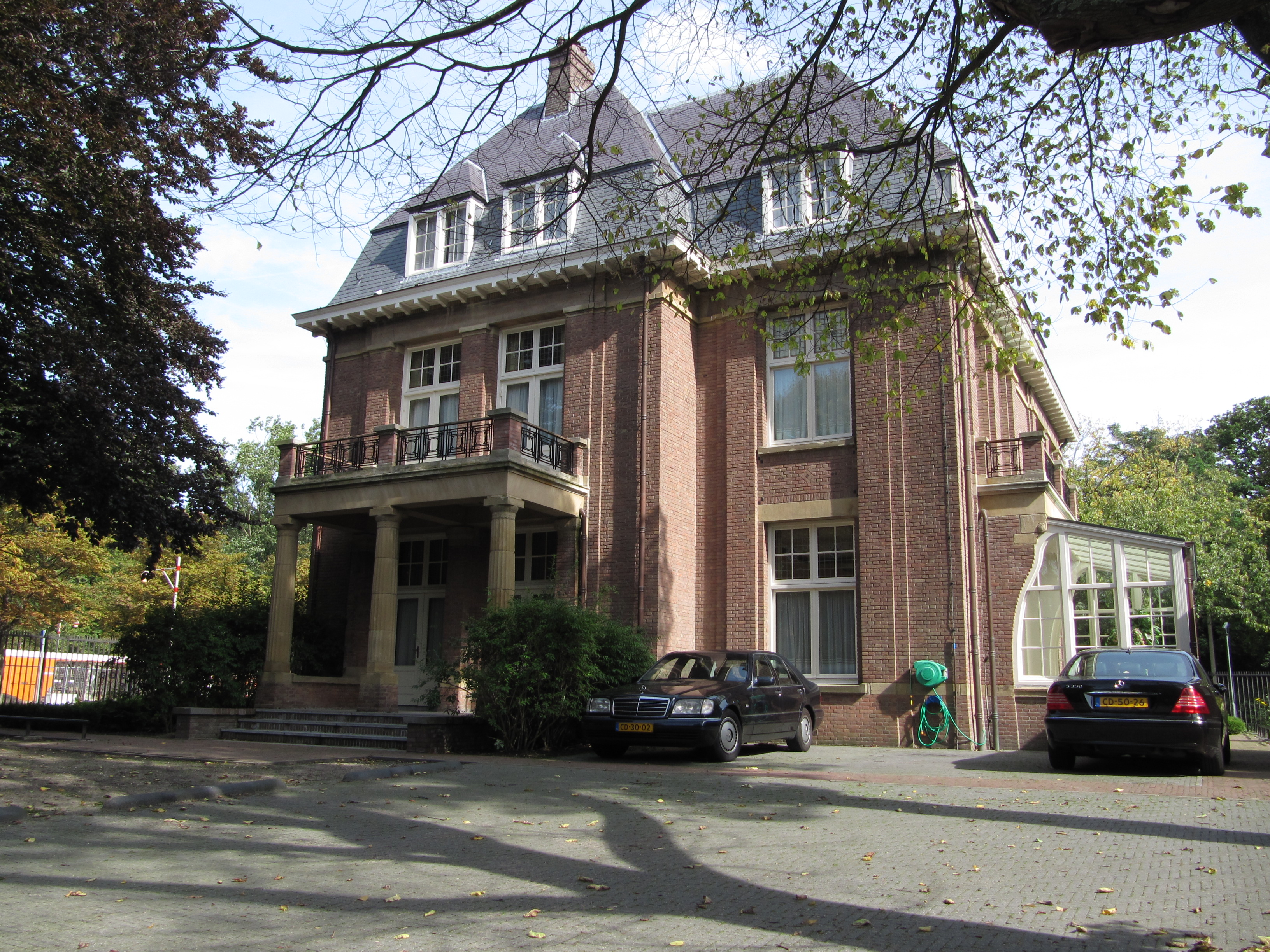
Embaixada do Suriname em a Haia, Países Baixos

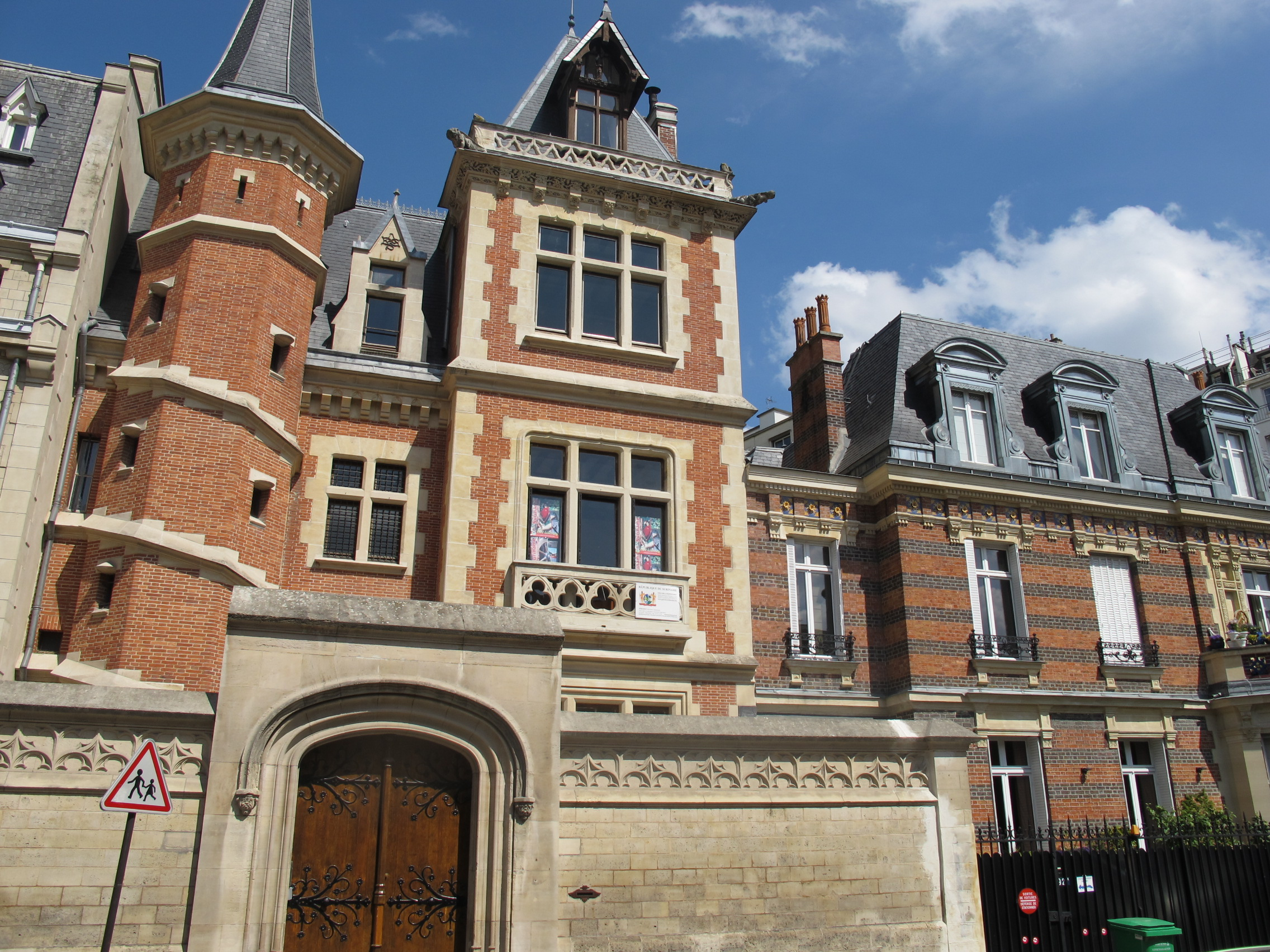
Embaixada do Suriname em Paris, França

  - Willemstad, Curaçao (Consulado-Geral)

## Organizações Multilaterais
- Bruxelas (Missão Permanente do Suriname junto a União Europeia)
- Nova Iorque (Missão Permanente do Suriname junto as Nações Unidas)
- Washington, DC (Missão Permanente do Suriname junto a Organização dos Estados Americanos)